# Allochthon (Ethnologie)
Das Gegensatzpaar autochthon und allochthon (χθών chthōn, deutsch ‚Erde‘ sowie altgriechisch ἄλλος állos, deutsch ‚anders‘ bzw. αὐτός autós ‚selbst‘) bezeichnet in den Sozialwissenschaften im allgemeinen Sinne die Herkunft von Personen und Gemeinschaften. Als autochthon bezeichnet man Bevölkerungsgruppen, die innerhalb ihres Gebietes (endogen) aufgrund politisch-historischer Prozesse entstanden sind; diese Bezeichnung ist vor allem im Französischen gleichbedeutend mit dem Terminus „indigene Völker“ (peuples autochtones). Das Gegenteil allochthon (Substantiv: Allochthone) bezeichnet Personen bzw. Bevölkerungen mit einer gebietsfremden sozialen Herkunft oder Abstammung. Allochthone Minderheiten entstehen außerhalb ihres eigenen Gebietes (exogen) aufgrund von Wanderungen, Vertreibungen oder Arbeitsmigration.

## Bedeutung in den Niederlanden
In den Niederlanden wird eine Person als „allochthon“ (allochtoon) bezeichnet, wenn sie selbst oder mindestens ein Elternteil im Ausland geboren wurde. Das niederländische Amt für Statistik rechnet diejenigen zu den Allochthonen, die in den Niederlanden leben und von denen mindestens ein Elternteil im Ausland geboren wurde. Demgegenüber umfasst der ähnliche deutsche Begriff „Menschen mit Migrationshintergrund“ alle Personen, die selbst oder mindestens eines ihrer Elternteile ab 1950 nach Deutschland zugezogen sind.
Zu den „nicht-westlichen Allochthonen“ werden in den Niederlanden diejenigen gerechnet, die ihre Herkunft in der Türkei, in Afrika, Lateinamerika oder Asien haben – hierzu zählt nicht das ehemalige Niederländisch-Indien/Indonesien und Japan. Alle anderen Personen, die ihre Herkunft nicht in den Niederlanden haben, werden „westliche Allochthone“ genannt.
Zu unterscheiden ist noch die 1. von der 2. Generation der Allochthonen: Die erste Generation besteht aus Personen, die selber im Ausland geboren wurde, die zweite Generation hingegen ist in den Niederlanden geboren und hat mindestens ein Elternteil, welches nicht in den Niederlanden geboren wurde. Ein Kind von Eltern, die beide zur zweiten Generation gehören, wird als „autochthon“ bezeichnet. Ebenfalls als autochthon werden Menschen bezeichnet, die im Ausland geboren, deren Eltern aber in den Niederlanden geboren wurden.
Die Herkunftsgruppe der ersten Generation der Allochthonen wird anhand des Geburtslandes ermittelt, die der zweiten Generation anhand des Geburtslandes der Mutter, falls diese nicht in den Niederlanden geboren wurde, andernfalls nach dem Geburtsland des Vaters.
Die Begriffe werden in der gleichen Art und Weise auch im flämischen oder niederländischsprachigen Teil Belgiens verwendet.